# Valyra (häst)
Valyra, född 3 maj 2009 i Storbritannien, död 29 augusti 2012 i Frankrike, var ett obesegrat engelskt fullblod, mest känd för att ha segrat i Prix de Diane (2012), men tvingades att avlivas efter en skada samma år.

## Bakgrund
Valyra var ett brunt sto efter Azamour och under Valima (efter Linamix). Hon föddes upp och ägdes av HH Aga Khan IV, och tränades under tävlingskarriären i Frankrike av Jean-Claude Rouget.

## Karriär
Valyra tävlade endast under säsongen 2012 och sprang in 494 917 pund på 3 starter, varav lika många segrar. Hon tog karriärens största seger i Prix de Diane (2012). 
Valyra startade inte som tvååring, utan gjorde sitt första framträdande på galoppbanan den 14 april 2012 på Bordeaux Le Bouscat, där hon segrade med trekvarts längd över Glowing Cloud. Hon segrade därefter i ett löp på Chantilly med tre längder över O'Keefe. Valyra startade därefter i Prix de Diane, spelad till oddset 25/1, med Beauty Parlour (som segrat i Poule d'Essai des Pouliches) som favoritspelad. Jockeyn Johnny Murtagh red inledningsvis Valyra till bland de sista i fältet på tolv hästar. I slutet av löpet spurtade hon fram till ledaren Beauty Parlour, och övertog sedan ledningen, för att segra med trekvarts längd över Beauty Parlour.

### Död
Den 29 augusti drabbades Valyra av en svår benfraktur då hon tränade på stranden vid Deauville, och tvingades att avlivas. Hon var då spelad till oddset 12/1 för att segra i Prix de l'Arc de Triomphe.

## Stamtavla
| Efter Azamour (IRE) 2001 | Night Shift (USA) 1980 | Northern Dancer | Nearctic             |
| Efter Azamour (IRE) 2001 | Night Shift (USA) 1980 | Northern Dancer | Natalma              |
| Efter Azamour (IRE) 2001 | Night Shift (USA) 1980 | Ciboulette      | Chop Chop            |
| Efter Azamour (IRE) 2001 | Night Shift (USA) 1980 | Ciboulette      | Windy Answer         |
| Efter Azamour (IRE) 2001 | Asmara (USA) 1993      | Lear Fan        | Roberto              |
| Efter Azamour (IRE) 2001 | Asmara (USA) 1993      | Lear Fan        | Wac                  |
| Efter Azamour (IRE) 2001 | Asmara (USA) 1993      | Anaza           | Darshaan             |
| Efter Azamour (IRE) 2001 | Asmara (USA) 1993      | Anaza           | Azaarika             |
| Undan Valima (FR) 2002   | Linamix (FR) 1987      | Mendez          | Bellypha             |
| Undan Valima (FR) 2002   | Linamix (FR) 1987      | Mendez          | Miss Carina          |
| Undan Valima (FR) 2002   | Linamix (FR) 1987      | Lunadix         | Breton               |
| Undan Valima (FR) 2002   | Linamix (FR) 1987      | Lunadix         | Lutine               |
| Undan Valima (FR) 2002   | Vadlawysa (IRE) 1995   | Always Fair     | Danzig               |
| Undan Valima (FR) 2002   | Vadlawysa (IRE) 1995   | Always Fair     | Carduel              |
| Undan Valima (FR) 2002   | Vadlawysa (IRE) 1995   | Vadlava         | Bikala               |
| Undan Valima (FR) 2002   | Vadlawysa (IRE) 1995   | Vadlava         | Vadsa (Family: 20-d) |